# Kishangarh (vasallstat)

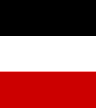
Kishangarhs flagga

Kishangarh var en vasallstat i Brittiska Indien, Rajputana, på ömse sidor om Rajputanajärnvägen. 2 263 km² och 88 200 invånare (1901). Bomullsodling och bomullsindustri. Huvudstaden Kishangarh hade 12 663
invånare (1901).
Staten grundlagdes av den hinduiske rajputen Kishan Singh redan 1575.